# 埃尔文·克雷默斯
埃尔文·克雷默斯（德語：Erwin Kremers，1949年3月24日—），前德国足球运动员，司职前锋，与其孪生兄弟赫尔穆特·克雷默斯均入选过西德国家足球队，两人亦是德國甲組足球聯賽历史上首对出現的双胞胎球员。

## 足球生涯
克雷默斯作为前锋曾于1967年至1969年先后效力于门兴格拉德巴赫、奥芬巴赫踢球者和沙尔克04，合共出场261次并射入61球。其职业生涯的最大成就是分别随奥芬巴赫踢球者和沙尔克04夺得了1970年和1972年的德国杯冠军。他的孪生兄弟赫尔穆特斯常年与他并肩作战，甚至直至埃尔文退役，二人的足球生涯轨迹都完全相同。他们也是德甲历史上出现的首对双胞胎球员。
1972年，克雷默斯入选西德国家足球队的18人大名单参加了在比利时举办的1972年欧洲足球锦标赛并夺得冠军。他在1972年至1974年期间共为西德队出场15次并射入3球，其中有3场比赛是与孪生兄弟赫尔穆特同时亮相，分别为1973年在汉诺威对阵奥地利（4比0）、在盖尔森基兴对阵法国（2比1）和1974年在多特蒙德对阵匈牙利（5比0）。

## 著名事件
作为西德国家足球队的一员，克雷默斯本应参加1974年世界杯，并随队加冕世界冠军，但他却在世界杯开赛前的最后一场联赛中因自发侮辱裁判而被红牌罚下。克雷默斯在比赛的第85分钟对主裁判出言不逊，称之为“白痴”，当值主裁判马克斯·克劳泽（Max Klauser）对此已忽略了两次。直至他一再追上裁判并声称“您是一个白痴”时，克劳斯只得将其驱逐出场。同时德国足协为正队风，遂禁止他参加1974年世界杯 。
1973年，克雷默斯在由青年杂志《布拉沃》（Bravo）主办的布拉沃·奥托奖（BRAVO Otto）中被读者票选为体育运动员铜奖。